# Neogobius bathybius
Neogobius bathybius is een straalvinnige vissensoort uit de familie van grondels (Gobiidae). De wetenschappelijke naam van de soort is voor het eerst geldig gepubliceerd in 1877 door Kessler als Gobius bathybius.